# 流動資產
流動資產（英語：current assets)，包括現金和約當現金、銀行存款、有價證券、短期投資、應收帳款、應收票據、存貨、預付費用等。
短期投資指的是當公司的現金或銀行存款超過日常營運所需時，為獲取較佳的孳息，可能從事債券、證券或基金的投資，這類投資的目的在於資金的調度運用，而投資的標的有活絡的市場可供即時出售變現，故歸類於流動資產。
應收帳款、票據及存貨都是營運過程產生的資產，通常變成現金的週轉速率都在一個營運周期內。
預付費用指的是公司營運中可能需要預先付費，才能享受服務，如預付租金或保證金等，理論上預付費用是無法變現的，但以金額不至於太大且其效益往往於一年之內就會耗盡，故仍歸於流動性資產。
在資產負債表中，流動性最強的流動資產為現金及約當現金（英語：cash and cash equivalents, CCE)，屬於金融資產。約當現金之投資期限短於 90 天或以下，風險小，常見例子包括活期存款與高流動性投資（例如：短期國庫券、商業票據、貨幣基金)。股權投資大多被排除在約當現金之外，除非它們本質上是約當現金（例如：到期期限短且有特定回收日期的優先股)。進一步而言，公司的一項重要健康指標是其產生現金和約當現金的能力。因此，淨資產相對較高且現金和約當現金顯著減少的公司大多可以被視為非流動性的跡象。對於投資者和公司而言，現金和約當現金通常被視為“低風險和低回報”的投資，有時分析師可以通過比較現金、約當現金和流動負債來估計公司在短時間內支付賬單的能力；然而，擁有大量現金和約當現金的公司是被其他公司收購的目標，因為它們多餘的現金有助於為買家提供所需資金。高現金儲備也可能表明該公司未能有效地部署其現金和約當現金資源，而對於大公司而言，這可能是準備進行大量採購的跡象。